# Boreomysis dubia
Boreomysis dubia är en kräftdjursart som beskrevs av Coifmann 1937. Boreomysis dubia ingår i släktet Boreomysis och familjen Mysidae. Inga underarter finns listade i Catalogue of Life.